# Ukraina i paralympiska sommarspelen 2008
Ukraina sände en delegation på 124 idrottare till Paralympiska sommarspelen 2008 i Peking, Kina. Ukrainas 124 idrottare (sjuttiofyra män och femtio kvinnor) deltog i elva av spelens 20 sporter:  bordtennis, bågskytte, bänkpress, fotboll, friidrott, judo, rodd, fäktning, simning, skytte, volleyboll.

## Truppen
Bordtennis
- Antonina Chodzyns'ka
- Julija Klymenko
- Vadym Kubov
- Mychajlo Popov
- Viktorija Safonova
- Jurij Sjtjepanskyj

Bågskytte
- Serhij Atamanenko
- Roksolana Dz'oba-Baljan
- Jurij Kopij
- Larysa Michnjeva
- Pavlo Nazar
- Bohdana Nikitenko
- Taras Tjopyk
- Iryna Volynets

Bänkpress
- Tetiana Frolova
- Svitlana Hedian
- Andrij Hurnakov
- Ljudmyla Osmanova
- Lidija Solovjova
- Rajisa Toporkova
- Olena Vojtko

Fotboll 7-mannalaget
Max 12 stycken
| Män (Guld ) |
| --- |
| - Volodymyr Antonjuk - Oleksandr Devlysj - Taras Dutko - Ihor Kosenko - Mykola Michovitj - Denys Ponomarjov - Anatolij Sjevtjyk - Ivan Sjkvarlo - Kostyantyn Symasjko - Vitalij Trusjev - Andrij Tsukanov - Serhij Vakulenko |

Friidrott
- Oxana Boturtjuk
- Svitlana Horbenko
- Oleksandr Ivanjuchin, med ledsagare Vjatjeslav Ponka
- Tetiana Jakybtjuk
- Viktorija Jasevytj
- Ruslan Katysjev
- Julija Koruntjak
- Serhij Kravtjenko (friidrottare)
- Viktorija Kravtjenko
- Oksana Kretjunjak
- Ivan Kytsenko
- Oleh Lesjtjysjyn
- Vasyl Lisjtjynskyj
- Alla Maltjyk
- Andrij Onufrijenko
- Roman Pavlyk
- Volodymyr Piddubnyj
- Tetiana Rudkivs'ka
- Serhij Sakovskyj
- Mykyta Senyk
- Serhij Slynko
- Tetyana Smyrnova
- Maksym Soljankin
- Mykola Zjabnjak
- Oksana Zubkovska

Judo
- Julija Halinska
- Serhij Karpenjuk
- Mykola Lyvytskyj
- Oleksandr Pominov
- Anatolij Sjevtjenko
- Serhij Sydorenko
- Ihor Zasiadkovytj

Rodd
- Serhij Dereza
- Svitlana Kuprijanova
- Iryna Kyrytjenko
- Oleksandr Petrenko

Rullstolsfäktning
- Mychajlo Bazjukov
- Anton Datsko
- Mykola Davydenko
- Alla Horlina
- Andrij Komar
- Iryna Lukjanenko
- Serhij Sjenkevytj

Simning
- Olena Akopjan
- Dmytro Aleksiejev
- Jurij Andrjusjin
- Iryna Balasjova
- Kateryna Demjanenko
- Serhij Demtjuk
- Oleksij Fedyna
- Denys Hranjuk
- Maksym Isajev
- Taras Jastremskyj
- Hanna Jelisavetska
- Andrij Kalyna
- Serhij Klippert
- Dmytro Kryzjanovskyj
- Oleksandr Masjtjenko
- Jaryna Matlo
- Oleksandr Myrosjnytjenko
- Jevhen Poltavskyj
- Jaroslav Semenenko
- Natalija Semenova
- Andrij Sirovattjenko
- Viktor Smyrnov
- Iryna Sotska
- Anton Stabrovskyj
- Danylo Tjufarov
- Oleh Tkaljenko
- Maksym Veraksa
- Julija Volkova
- Dmytro Vynohradets
- Maksym Zavodnyj
- Denys Zjumela

Skytte
- Mykola Ovtjarenko
- Tetiana Podzjuban
- Jurij Samosjkin
- Jurij Stojev

Sittande volleyboll
| Kvinnor |
| --- |
| - Oleksandra Hranovska - Ilona Judina - Larysa Klotjkova - Halyna Kuznjetsova - Ljubov Lomakina - Alla Lysenko - Inna Osetynska - Marharyta Pryvalychina |